# Divisão Noroeste (NBA)
A Divisão Noroeste (em inglês:  Northwest Division) é uma das três divisões da Conferência Oeste da National Basketball Association. A divisão teve o seu início na Temporada 2004-05, onde as equipes Denver Nuggets, Minnesota Timberwolves e Utah Jazz se juntaram inicialmente, sendo que Portland Trail Blazers e Seattle SuperSonics se adicionaram após saírem da Divisão do Pacífico. Após o final da temporada 2007-2008, a franquia dos SuperSonics foi transferida para Oklahoma City, capital do estado de Oklahoma, surgindo, assim, o Oklahoma City Thunder, que substituiu o Seattle Supersonics na divisão.

## Campeões de divisão
- 2004-05: Seattle SuperSonics
- 2005-2006: Denver Nuggets
- 2006-2007: Utah Jazz
- 2007-2008: Utah Jazz
- 2008-2009: Denver Nuggets
- 2009-2010: Denver Nuggets
- 2010-2011: Oklahoma City Thunder
- 2011-2012: Oklahoma City Thunder
- 2012-2013: Oklahoma City Thunder
- 2013-2014: Oklahoma City Thunder
- 2014-2015: Portland Trail Blazers
- 2015-2016: Oklahoma City Thunder
- 2016-2017: Utah Jazz
- 2017-2018: Portland Trail Blazers
- 2018-2019: Denver Nuggets
- 2019-2020: Denver Nuggets
- 2020-2021: Utah Jazz
- 2021-2022: Utah Jazz
- 2022-2023: Denver Nuggets
- 2023-2024: Oklahoma City Thunder
- 2024-2025: Oklahoma City Thunder

## Títulos de divisão
- 7: Oklahoma City Thunder (um como Seattle SuperSonics)
- 6: Denver Nuggets
- 5: Utah Jazz
- 2: Portland Trail Blazers